# Peter von Bagh
Kari Peter Conrad von bagh (Helsinque, 29 de agosto de 1943 — Finlândia, 17 de setembro de 2014) foi um cineasta finlandês.